# Liolaemus halonastes
Espèce
Liolaemus halonastes est une espèce de sauriens de la famille des Liolaemidae.

## Répartition
Cette espèce est endémique de la province de Salta en Argentine.

## Étymologie
Le nom spécifique halonastes signifie en grec "vivant dans le sable", en référence à la distribution de ce saurien en bordure du salar d'Arizaro.

## Publication originale
- Lobo, Slodki & Valdecantos, 2010 : Two New Species of Lizards of the Liolaemus montanus Group (Iguania: Liolaemidae) from the Northwestern Uplands of Argentina. Journal of Herpetology, vol. 44, no 2, p. 279-293.